# Fabrício Neis
Fabrício Neis (* 15. Juni 1990 in Porto Alegre) ist ein brasilianischer Tennisspieler.

## Karriere
Fabrício Neis spielte bereits 2005 erstmals auf der ITF Future Tour im Alter von 16 Jahren. Jedoch spielte er erst ab 2009 regelmäßiger und erfolgreicher. So gewann er in diesem Jahr seine ersten drei Future-Titel im Doppel. Außerdem erreichte er ein Halbfinale im Einzel. In der Zeit bis einschließlich 2015 gelangen Neis insgesamt 35 Future-Doppel-Titel mit wechselnden Partnern. Er durchbrach 2015 auch erstmals die Top 200 im Doppel, auch weil er nun regelmäßiger auf der höher dotierten ATP Challenger Tour spielen konnte. Im Einzel hingegen blieben Erfolge weitgehend aus, seine beste Position datiert auf den 13. Mai 2013 mit einem 449. Rang, danach fiel er wieder weiter zurück. Mittlerweile konzentriert er sich hauptsächlich aufs Doppel.
2016 spielte Neis im Doppel nun ausschließlich Challengers und konnte dabei drei Turniere in São Paulo, Mestre und Todi gewinnen sowie vier weitere Finals im Doppel erreichen. Außerdem kam er in Umag durch eine Wildcard zu seinem Debüt auf der ATP Tour. Dort spielte er mit Gastão Elias und gewann das Auftaktmatch gegen Pablo Carreño Busta uns Guillermo García López mit 6:1, 6:3. In der Folgerunde verloren sie schließlich gegen Nicholas Monroe und Artem Sitak in zwei Sätzen. Durch diese Erfolge durchbrach er erstmals die Schallmauer der Top 100 im Doppel mit einem 96. Rang am 3. Oktober 2016.

## Erfolge
| Legende (Anzahl der Siege)  |
| Grand Slam                  |
| ATP World Tour Finals       |
| ATP World Tour Masters 1000 |
| ATP World Tour 500          |
| ATP World Tour 250          |
| ATP Challenger Tour (11)    |

### Doppel

#### Turniersiege
| Nr. | Datum              | Turnier        | Belag | Partner              | Finalgegner                               | Ergebnis           |
| --- | ------------------ | -------------- | ----- | -------------------- | ----------------------------------------- | ------------------ |
| 1.  | 24. April 2016     | São Paulo (1)  | Sand  | Caio Zampieri        | José Pereira Alexandre Tsuchiya           | 6:4, 7:63          |
| 2.  | 22. Mai 2016       | Mestre         | Sand  | Caio Zampieri        | Kevin Krawietz Dino Marcan                | 7:63, 4:6, [12:10] |
| 3.  | 10. Juli 2016      | Todi           | Sand  | Marcelo Demoliner    | Salvatore Caruso Alessandro Giannessi     | 6:1, 3:6, [10:5]   |
| 4.  | 8. Juli 2017       | Marburg (1)    | Sand  | Máximo González      | Rameez Junaid Ruan Roelofse               | 6:3, 7:64          |
| 5.  | 7. Oktober 2017    | Campinas       | Sand  | Máximo González      | Gastão Elias José Pereira                 | 6:1, 6:1           |
| 6.  | 25. November 2017  | Rio de Janeiro | Sand  | Máximo González      | Marcelo Arévalo Miguel Ángel Reyes Varela | 5:7, 6:4, [10:4]   |
| 7.  | 23. Juni 2018      | Blois          | Sand  | David Vega Hernández | Hsieh Cheng-peng Rameez Junaid            | 7:64, 6:1          |
| 8.  | 7. Juli 2018       | Marburg (2)    | Sand  | David Vega Hernández | Henri Laaksonen Luca Margaroli            | 4:6, 6:4, [10:8]   |
| 9.  | 22. September 2018 | Biella         | Sand  | David Vega Hernández | Rameez Junaid Purav Raja                  | 6:4, 6:4           |
| 10. | 12. Mai 2019       | Braga          | Sand  | Gerard Granollers    | Kimmer Coppejans Zdeněk Kolář             | 6:4, 6:3           |
| 11. | 11. August 2019    | Manerbio       | Sand  | Fernando Romboli     | Sadio Doumbia Fabien Reboul               | 6:4, 7:64          |